# Dunajivci
Dunajivci (ukrajinsky Дунаївці, rusky Дунаевцы – Dunajevcy) jsou město v Chmelnycké oblasti na Ukrajině. K roku 2017 měly přes šestnáct tisíc obyvatel.

## Poloha
Dunajivci leží na řece Ternavce v povodí Dněstru. Od Chmelnyckého, správního střediska oblasti, jsou vzdáleny bezmála sedmdesát kilometrů jižně.

## Dějiny
Lidské osídlení oblasti je nejpozději od období zhruba 3000. let před naším letopočtem, jak dokládají nálezy Tripolské kultury z okolí.
Samotné Dunajivci jsou zmíněny poprvé v roce 1403, kdy měly 72 domů.
Městem jsou Dunajivci od roku 1592.

### Rodáci
- Nikifor Alexandrovič Grigorjev (1885–1919), ruský voják a partyzán

## Partnerská města
- Brandýs nad Labem-Stará Boleslav, Česko (2011)[1]